# Ngawang Thutob Wangdrag
Ngawang Thutob Wangdrag (1900-1950) was van 1937 tot 1950 de veertigste sakya trizin, de hoogste geestelijk leider van de sakyatraditie in het Tibetaans boeddhisme.